# Кукула
Ерсон Стивън Диас Коста (на португалски: Erson Stiven Dias Costa), популярен просто като Кукула (на португалски: Kukula), е футболист от Кабо Верде, който играе на поста нападател. Състезател на Ковиля.